# Tiroteio na escola secundária de Westside
O tiroteio na escola secundária de Westside ocorreu em 24 de marco de 1998, na escola secundária de Westside em Jonesboro, Arkansas, nos Estados Unidos.
Quatro (4) estudantes e uma (1) professora morreram no incidente. Os atiradores, que tinham 13 e 11 anos, foram presos. Por serem menores de 14 anos, eles foram julgados no tribunal de menores e foram presos até os seus aniversários de 21 anos, respectivamente. Isso aconteceu porque no estado de Arkansas, não é permitido julgar jovens de 10 a 13 anos de idade no tribunal de adultos.

## Vítimas
Quatro estudantes e um membro da equipe escolar foram mortos e outros ficaram feridos, incluindo pelo menos 10 que foram levados ao hospital. 
As vítimas foram:
- Shannon Wright, 32

- Stephanie Johnson, 12

- Natalie Brooks, 11

- Paige Ann Herring, 12

- Brittney Varner, 11